# Бергманн, Барбара
Барбара Бергманн (англ. Barbara R. Bergmann; 20 июля 1927 — 5 апреля 2015) — американская экономист-феминистка.
Доктор философии Гарвардского университета. Заслуженный профессор Американского (Вашингтон) и Мэрилендского университетов. Лауреат премии Каролин Белл Шоу (2004), являлась президентом Международной ассоциации феминистской экономики.

## Биография
Барбара Роуз Берман родилась 20 июля 1927 года в Бронксе в семье иммигрантов из Восточной Европы. В детстве её мать привезли в США из Румынии. Её отец был сыном иммигрантов из Восточной Европы. Ни один из родителей не окончил среднюю школу. Она получила степень бакалавра в Корнеллском университете в 1948 году, а затем получила степень магистра и доктора философии. по экономике в Гарварде. Когда она была аспиранткой Гарварда в середине 1950-х годов, одна университетская библиотека была закрыта для женщин.
В 1965 году она вышла замуж за Фреда Х. Бергманна, микробиолога из Национального института здоровья; он умер в 2011 году.
Была почётным профессором экономики Мэрилендского и Американского университетов. Работала старшим сотрудником Совета экономических консультантов при президенте при администрации Кеннеди. Другой опыт работы в правительстве включает работу в качестве старшего экономического советника в Агентстве международного развития и в качестве экономиста в Бюро трудовой статистики. Она работала в консультативных комитетах Бюджетного управления Конгресса и Бюро переписи населения.
Бергман в 1980-х годах вела колонки в разделе Sunday Business газеты New York Times.
В дополнение к частым статьям в академических журналах Бергманн была автором хорошо принятой истории женщин на рабочем месте «Экономическое появление женщин». Впервые он появился в 1986 году и был переиздан в новом издании в 2005 году.
В конце 20-го века Бергманн призвала правительство делать больше на рынке в интересах женщин и семей с одним родителем, включая поддержку расширения доступа к дневному уходу и принятие законодательства, предусматривающего сопоставимую оплату труда женщин и мужчин.
Её цель, которую когда-то разделяли относительно немногие, но теперь признанные области экономической мысли, состояла в том, чтобы показать, как интересы, отношение, женские роли могут влиять на функционирование экономики. В начале 1970-х она опубликовала то, что стало известно как её «теория скученности», чтобы объяснить более низкую заработную плату чернокожих и женщин.

## Основные произведения
- «Спасение наших детей от бедности: чему Соединенные Штаты могут научиться у Франции» (англ. Saving Our Children From Poverty: What the United States Can Learn From France, 1996);
- «Единственный билет в равенство: тотальная андрогиния, мужской стиль» (англ. The Only Ticket to Equality: Total Androgyny, Male Style, 1998).